# Codice ridondante
Il codice ridondante è un termine della programmazione con il quale si indica del codice sorgente che computa un risultato computato precedentemente e già disponibile, così il risultato della computazione ripetuta è ridondante. Se tale codice può essere identificato, può allora essere eliminato, riducendo così il costo computazione del programma.

## Esempio
```
 
int
 
f
 
(
int
 
x
)
 
//funzione

{

 	
int
 
y
=
x
*
2
;

 	
return
 
x
*
2
;

 
}

```

La seconda espressione x*2 è codice ridondante e può essere rimpiazzato con un riferimento alla variabile y. Alternativamente la definizione int y=x*2 può invece essere rimossa.

## Usi alternativi del termine
Il termine codice ridondante può anche essere usato per descrivere codice che ha qualsiasi forma di ridondanza, come ricomputare un valore che è già stato precedentemente calcolato ed ancora disponibile, codice che non è mai stato eseguito, o un risultato che è eseguito ma non utilizzato. Con codice ridondante ci si può anche riferire a codice che viene eseguito ma non influisce sull'output del programma - tuttavia, questo è solitamente conosciuto come codice morto. Una istruzione NOP può essere considerata come codice ridondante che è stato esplicitamente inserito per riempire il flusso delle istruzioni o introdurre un ritardo di tempo.
Gli identificatori che sono stati dichiarati ma che non hanno nessuna referenza sono solitamente definiti come dichiarazioni ridondanti.